# Luciano Vendemini
Luciano Vendemini, né le 11 juillet 1952, à Sant'Ermete, en Italie et décédé le 20 février 1977, à Forlì, en Italie, est un ancien joueur italien de basket-ball. Il évolue durant sa carrière au poste de pivot.

## Palmarès
- Coupe Korać 1973